# Schloss Eschenau (Eckental)

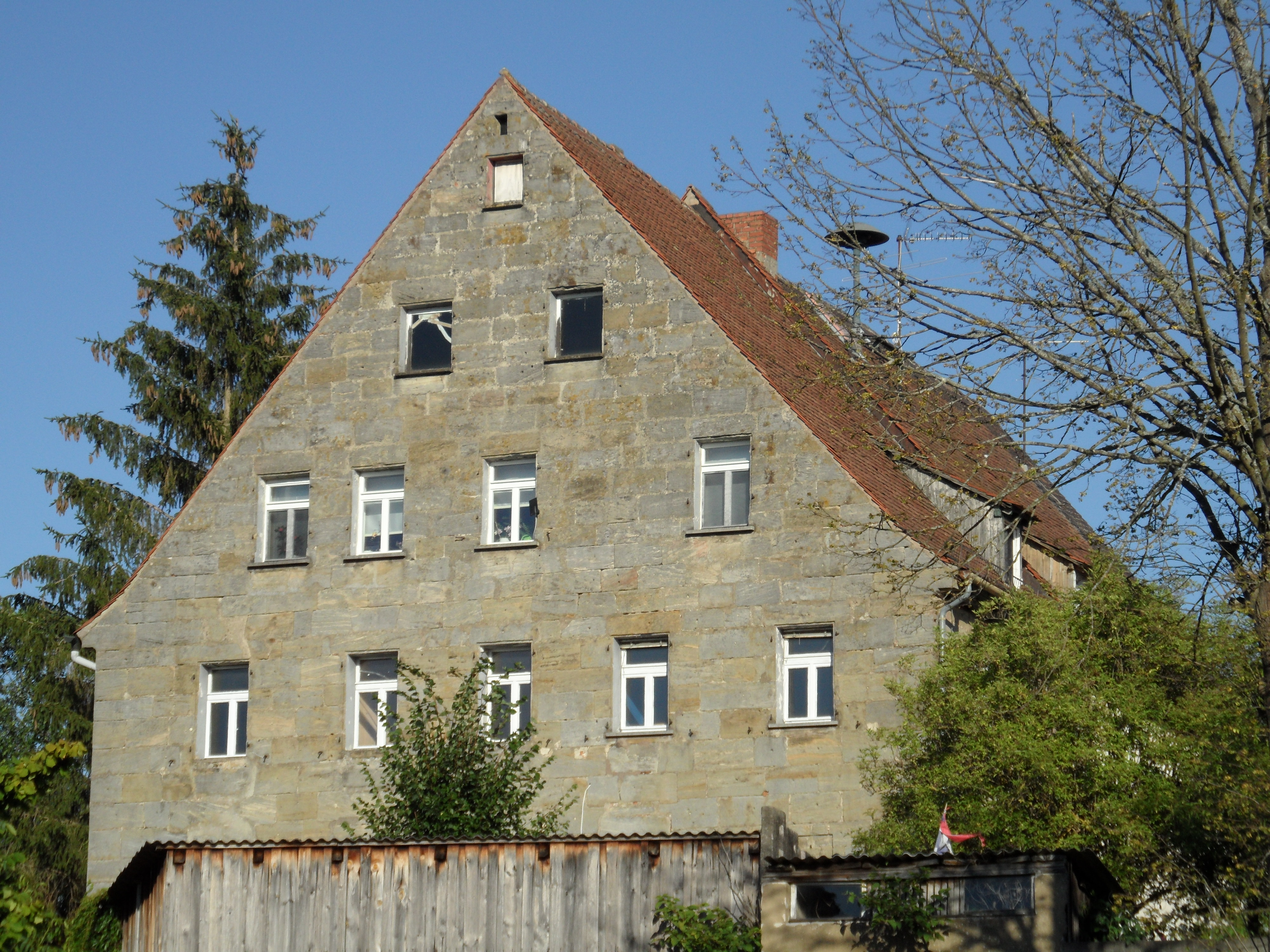
Muffelsches Schloss in Eschenau

Schloss Eschenau, auch Muffelsches Schloss genannt, ist eine ehemalige Turmhügelburg und spätere Schlossanlage in Eschenau, einem Gemeindeteil des mittelfränkischen Marktes Eckental im Landkreis Erlangen-Höchstadt.
Der kreisrunde Hügel der wehrhaften Anlage mit dem ehemaligen Wassergraben ist bis heute auf Luftaufnahmen erkennbar.

## Geschichte
Erste Spuren der Anlage gehen zurück auf das frühe 11. Jahrhundert, als das Land nördlich von Nürnberg gezielt erschlossen wurde.
Ab den 1370er Jahren hatten die Nürnberger Patrizierfamilien Haller und Muffel das böhmische Lehen Eschenau je zur Hälfte im Besitz, ab 1504 die Muffel allein.

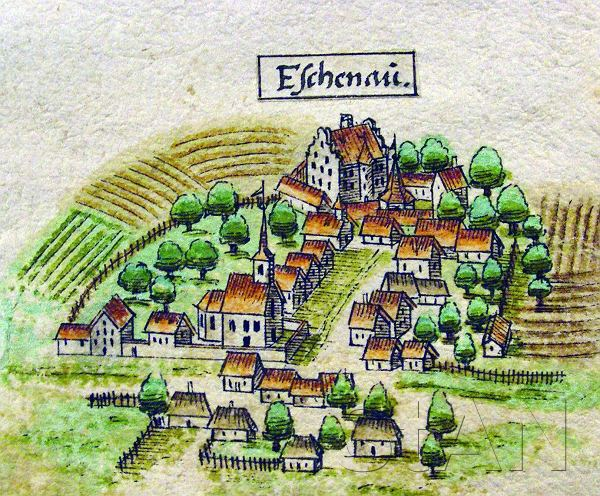
Kirche und Schloss Eschenau bei Hans Bien 1628

Das Schloss wurde im Ersten Markgrafenkrieg 1449 zerstört. Erst 1512 begann Jakob Muffel mit dem Wiederaufbau, der im Wesentlichen bis 1518 abgeschlossen wurde. Jakob Muffel war mit Albrecht Dürer befreundet. Der Kunsthistoriker Christof Metzger hält es für sicher, dass Dürers Landschaft mit Kanone aus dem Jahr 1518 den Blick vom Schloss Eschenau in Richtung Lindelberg zum Ausgangspunkt hat.
Wenige Jahre später, im Jahr 1553, wurde der Bau im Zweiten Markgrafenkrieg erneut zerstört und 1603 bis 1611 wieder neu aufgebaut. Nach kleineren Schäden im Dreißigjährigen Krieg wurde die Schlossanlage ausgebaut.
1798 verlor die Familie Muffel das Schloss, die es seit 1382 in Besitz hatte. Die Anlage wechselte in den nachfolgenden Jahren mehrfach den Besitzer und wurde als Poststelle, Gaststätte und Tanzlokal genutzt. Der Bauzustand war so desaströs, dass der Bau als „Rumpelburg“ bezeichnet wurde. Nach einem Brand im Jahr 1843 wurde das Schloss in sehr vereinfachter Form wieder aufgebaut. Dabei wurde auf Ecktürme, Giebel und auch das dritte Geschoss verzichtet. Auch der Turm, der sich noch auf einem Kupferstich von Christoph Melchior Roth aus der Zeit um 1759 findet, ging verloren.